# Jean-Claude Maleval
Jean-Claude Maleval, né le 9 août 1946 à La Garenne-Colombes (Hauts-de-Seine), est un psychanalyste lacanien français, membre de l'École de la cause freudienne, et professeur émérite de psychologie clinique à l’université Rennes 2.

## Biographie
Après des études de philosophie et de psychologie à Paris-X Nanterre, Jean-Claude Maleval devient psychanalyste. À partir de 1977, il est membre de l’École freudienne de Paris, fondée par Jacques Lacan.[source secondaire nécessaire]
Il soutient en 1986 une thèse de psychologie intitulée Les fondements de l’investigation lacanienne de la psychose, sous la direction d'Yves Baumstimler à l'université Paris XIII-Villetaneuse[source secondaire nécessaire] et est nommé à l’Université Rennes-II en psychologie clinique et en psychopathologie dans les années 1990.
Il contribue à implanter une orientation psychanalytique dans les enseignements de psychopathologie de l’Université Rennes-II,, et devient professeur émérite en 2014[source secondaire nécessaire].
Il est membre de l’École de la cause freudienne à partir de 1982 ainsi que de l’Association mondiale de psychanalyse,[source secondaire nécessaire].
En 2013, il prend parti en faveur du mariage pour tous, dans une interview, il affirme que la bisexualité n’est « un problème que si elle est vécue comme un problème » et qu’il existe « autant de normalités que de personnes ».

## Travaux

### Psychose
En 1981 dans Folies hystériques et psychoses dissociatives, Jean-Claude Maleval s’efforce de retracer de quelle manière est allée croissante depuis 1910 la confusion entre la clinique des psychoses et tous les phénomènes ressortissant à celle des névroses, cherchant à réhabiliter le concept de folie hystérique qui aurait été enfoui en grande partie dans la schizophrénie tentaculaire de Bleuler,. Avec La logique du délire, il développe en 1997 une indication de Jacques Lacan concernant l’existence d’une « échelle des délires », en appréhendant celle-ci à partir d’une prise en compte de l’économie de la jouissance. Dans cette approche la progression du délire chronique suit les étapes suivantes : il s'inaugure dans un état de perplexité initial, puis cherche à se structurer sur un mode paranoïde, il y parvient en construisant une systématisation paranoïaque, et  s’achève par la paraphrénie mégalomaniaque,. La forclusion du Nom-du-Père. Le concept et sa clinique, publié en 2000, cherche à expliciter et à préciser le concept dont Lacan fait la caractéristique de la structure psychotique. Dans une première partie est retracée la construction et l’évolution du concept de forclusion du Nom-du-Père, tandis que dans une seconde est discuté la portée de l’évolution de ce concept au regard de la thérapeutique,,. Repères pour la psychose ordinaire publié en 2019 cherche à préciser la clinique d’une notion psychanalytique qui désigne un positionnement original du parlêtre. La psychose ordinaire découle de l’hypothèse de l’existence d’une structure psychotique chez des sujets qui ne présentent pas de troubles psychotiques manifestes. Maleval l'aborde à partir du dernier enseignement de Lacan, en particulier en s'appuyant sur les travaux de ce dernier consacrés à l'écrivain irlandais James Joyce.

### Autisme
Selon le psychanalyste Michael Turnheim, le travail en 1995 de Jean-Claude Maleval sur la fonction de la lettre chez l’autiste montre que l'écriture entre dans un double rapport entre protection et exposition, et constitue un moyen permettant aux autistes de contourner leurs difficultés à l'égard de l'Autre. En 2009, Jean-Claude Maleval dirige L’autiste, son double et ses objets dans lequel est souligné que l’autiste n’est pas un handicapé mental, mais un sujet au travail pour tempérer son angoisse, en s’appuyant particulièrement sur son double et sur ses objets. Puis, dans L’autiste et sa voix, est mise en évidence une rétention de l’objet vocal au principe de l’autisme avec les trois composantes essentielles dont dispose le sujet autiste pour sortir de son retrait : les images du double, les îlots de compétence et les objets autistiques,,,. Dans Écoutez les autistes, publié en 2012, il affirme que les autistes « ont du mal à prendre la parole. Seuls les autistes de haut niveau le peuvent et ils ont des choses intéressantes à dire. Mais aujourd’hui, la méthode la plus validée au niveau scientifique ne cherche pas leur consentement ». Il participe à la création d’un site internet, Écouter les autistes qui cherche à promouvoir une « approche psychodynamique de l’autisme » et l’idée de s’appuyer sur les passions des autistes pour favoriser leur évolution[réf. nécessaire]. Il participe en 2015 au congrès Affinity therapy visant à s'appuyer sur les passions des enfants autistes dans un objectif thérapeutique.
Avant d'employer le terme de « passion », M. Maleval fait appel (en 2011 et 2014) à la notion d'« îlot de compétence ».
En 2011, Jean-Claude Maleval affirme que « ces phénomènes suggèrent fortement que l’autisme s’enracine, non dans un déficit cognitif, mais dans un choix du sujet, plus ou moins conscient, qui vise à se protéger de l’angoisse ». Ce que J. N. Trouvé estime être une contestation de l'existence de facteurs étiologiques organiques dans les causes de l'autisme. En 2012, il déclare qu'« on ne connaît pas la cause de l’autisme. Il existe une hypothèse génétique, mais aussi des facteurs environnementaux. Bettelheim, c’est de l’histoire ancienne. ».
En 2018, le psychiatre et psychanalyste lacanien Juan Pablo Lucchelli affirme et argumente que les préconisations de Laurent Mottron, issues d'une approche cognitive de l'autisme, recoupent celles de l’approche psychanalytique lacanienne contemporaine que propose Maleval, quand l'une et l'autre incitent à prendre appui sur les objets autistiques et les intérêts spécifiques pour favoriser le changement, qu'elles ont en commun de chercher à développer ce que les uns nomment « les points forts » et les autres « les passions ». De son côté, Laurent Mottron considère la psychanalyse comme une croyance inutile dans la clinique de l'autisme, et qui se révèle dommageable aux personnes autistes.

### Psychothérapies
Étonnantes mystifications de la psychothérapie autoritaire publié en 2012 est un ouvrage qui fait écho aux débats suscités par l’amendement Accoyer visant encadrer l'exercice psychothérapeutique. Ces dernières y sont considérées comme des méthodes autoritaires qui trouvent leur origine dans l’hypnose, dans lesquelles un maître thérapeute dirige le travail. La psychanalyse y est nettement distinguée de toute psychothérapie par son éthique qui se fonde sur un refus du recours à la suggestion,.

## Critiques et controverses
Les analyses de Jean-Claude Maleval durant son interview par Gérard Miller ont été critiquées par le « Kollectif du 7 janvier » (collectif de scientifiques sceptiques, critiques de la psychanalyse). Franck Ramus souligne que, contrairement à l'affirmation de Maleval, le cognitivisme ne conçoit pas le cerveau comme un ordinateur, ni ne refuse d'inclure les émotions et l'attachement dans son champ. Jacques Van Rillaer ajoute que Maleval « affirme sans donner la moindre référence bibliographique » que le cognitivisme proviendrait de l'hypnose, citant des références qui démontrent plutôt des emprunts de la psychanalyse à l'hypnose. Brigitte Axelrad signale enfin des « à peu près » de Maleval sur la thématique des faux souvenirs induits d'abus sexuels, la problématique n'étant pas circonscrite aux États-Unis.
Pour Jean-Sébastien Philippart (conférencier à l’École Supérieure des Arts Saint-Luc de Bruxelles), Maleval fait appel à une Reductio ad Hitlerum pour disqualifier le troisième plan autisme.

## Publications

### Ouvrages
- Folies hystériques et Psychoses dissociatives, Payot, Paris, 1981, 315 p., (4e édition : 2007),  (ISBN 2-228-22170-8)[10],[11]. Traduit en espagnol.
- Logique du délire, Masson, Paris, 1997, 215 p., (2e édition : 2000),  (ISBN 2-294-00277-6)[11],[12],[3]. Traduit en espagnol et en italien.
- La forclusion du Nom-du-Père. Le concept et sa clinique, Seuil, Paris, 2000,  (ISBN 2-02-037377-7)[13],[14],[15]. Traduit en espagnol.
- L’autiste et sa voix, Seuil, Paris, 2009,  (ISBN 978-2-02-098033-3)[21],[22],[23]. Traduit en espagnol, en portugais et en grec.
- Écoutez les autistes, Navarin / Le champ freudien, Paris, 2012,  (ISBN 978-2-916124-15-5)[24]. Traduit en espagnol.
- Étonnantes mystifications de la psychothérapie autoritaire[35],[4], Navarin / Le champ freudien, 2012,  (ISBN 978-2-916124-16-2).
- Repères pour la psychose ordinaire, Navarin/Le champ freudien, Paris, 2019,  (ISBN 978-2-916124-63-6). Traduit en espagnol.
- La différence autistique, Presses Universitaires de Vincennes, 2021,  (ISBN 978-2-37924-199-4).
- Conversations psychanalytiques avec des psychotiques ordinaires et extraordinaires. Erès. Toulouse. 2022.  (ISBN 978-2-7492-7396-9)

### Direction d'ouvrage collectif
- L’autiste, son double et ses objets, Presses Universitaires de Rennes, 2009,  (ISBN 978-275-3507-708)[19].

### Contributions d'ouvrages
- « The "alien abduction" syndrome », in Nick Toton (dir.), Lands of Darkness, Karnac books. London, 2003.
- « Miseria del inconsciente cognitivo », in J. E. Gavlovski (dir.) et R. Cors Ulloa (dir.), El cuerpo en psychoanalysis, Pomaire, Caracas, 2011, pp. 73-101
- Alain Abelhauser, Marie-Jean Sauret et Roland Gori, La folie évaluation : les nouvelles fabriques de la servitude, Paris, Mille et une nuits, 2011, 203 p. (ISBN 978-2-7555-0631-0)[38]

### Principaux articles
- « Une sorte d’hypertrophie compensatoire ou la construction autistique d’un Autre de suppléance », Actes de la journée du 27 mars 1995, Rennes, ACF/VLB[18]
- « G.G. de Clérambault loin de l'oubli », L'Évolution Psychiatrique, vol. 66, no 2,‎ avril 2001, p. 223–239 (DOI 10.1016/S0014-3855(01)90051-9)
- « Limites et dangers des DSM », L’Évolution psychiatrique, 2003, 68, pp. 39-61
- « "Plutôt verbeux" les autistes », La Cause freudienne, vol. 66, no. 2, 2007, pp. 127-140
- « Les autistes entendent beaucoup de choses, mais sont-ils hallucinés ? », Psychologie Clinique, vol. 28, no. 2, 2009, pp. 83-101[39]
- « Langue verbeuse, langue factuelle et phrases spontanées chez l’autiste », La Cause freudienne, 2011/2 (no 78), p. 77-92.
- « Pourquoi l’hypothèse d’une structure autistique ? (I) », La Cause Du Désir, vol. no 87, no 2,‎ 2014, p. 167-173 (DOI 10.3917/lcdd.087.0167, lire en ligne)
- (avec Michel Grollier) « Extension du spectre de l’autisme », L'Évolution Psychiatrique, vol. 80, no 4,‎ octobre 2015, p. 764–781 (DOI 10.1016/j.evopsy.2014.05.011)